# منتوحتب (ملكة)
منتوحتب، هي ملكة مصرية قديمة غير حاكمة أو زوجة ملك، وهي زوجة الملك تحوتي (چحوتي) من الأسرة السادسة عشرة.

## التعرف عليها
الملكة منتوحتب معروفة من أجزاء من أثاثها الجنائزي وجدت بين عامي 1822 و1825 بالقرب من طيبة في منطقة ذراع أبو النجا بواسطة المنقب الإيطالي جوسيبي باسالاكا، الذي عثر على صندوق أوانٍ كانوبية مع صناديق أخرى لمستحضرات التجميل، وبعد ذلك تم بيع هذه الأشياء إلى متحف برلين.
و حوالي عام 1832 قام جون جاردنر ويلكنسون بنسخ نقوش من تابوت ملكة مسماة بنفس الاسم، وللأسف هذا التابوت حالياً مفقود، وعلى التابوت ذكر أنها كانت ابنة الوزير سنب حنعف وامرأة تدعى سوبك حتب. وكان التابوت من الداخل منقوش بنصوص مختلفة، وكثير منها ينتمي إلى كتاب الخروج إلى النهار، وتابوتها يعتبر واحداً من أقدم المصادر لهذا النص الجنائزي، وليس من الواضح تماما ما إذا كان التابوت والصندوق الكانوبي وجدا في نفس المقبرة، وقد وصف جوسيبي باسالاكا القبر وذكر تابوتاً على شكل بشري مزين بصور غنية للآلهة.
و مع ذلك، فإن التابوت الذي نسخه ويلكنسون مستطيل وغير مزين بأشكال الآلهة. لذلك استنتج عالم الآثار الأمريكي هربرت إ. وينلوك، بالنظر في الأدلة، أن هناك ملكتان لهما نفس اسم منتوحتب. أحداهما زوجة الملك تحوتي، والأخرى معروفة من تابوتها.
و قد تم العثور على صندوق مستحضرات التجميل بعض الأشياء الأخرى، بما في ذلك العديد من أواني المرمر، ومع ذلك، فإن هذه الأواني تنتمي وفقا لنوعيتها إلى عهد الأسرة الخامسة والعشرين.
تم إهداء الصندوق الكانوبي للملكة منتوحتب من زوجها الملك تحوتي، كما هو مبين في النقوش عليه، فالصندوق الكانوبي في الأصل كان معداً للملك، وفي داخله تم العثور على صندوقين لمستحضرات التجميل، مصنوعان من الخشب والبردي. وهما الآن معروضان في المتحف الجديد في برلين، مع رقم الكتالوج (AM 1176-1182). ووجد داخل الصندوق أونٍ من المرمر وملعقة للمراهم التجميلية، والصندوق الكانوبي في برلين أيضا وتحت رقم (1175).

## ألقابها
- الزوجة الملكية العظيمة.
- المتحدة مع التاج الأبيض.[1]